# Abala (Etiopia)
Abala (znane też jako Shiket) – miasto w północno-wschodniej Etiopii, w regionie Afar, w pobliżu rzeki Ereti. Stolica strefy Kilbet Rasu. Ważny ośrodek handlowy regionu w hodowli kóz.